# Libnotes neopleuralis
Libnotes neopleuralis är en tvåvingeart som först beskrevs av Alexander 1964.  Libnotes neopleuralis ingår i släktet Libnotes och familjen småharkrankar. Inga underarter finns listade i Catalogue of Life.